# Yuzhmashavia
Yuzhmashavia, Авиационная транспортная компания «Южмашавиа» (укр. Авіаційна транспортна компанія «Південномашавіа») — авиакомпания базируется в Днепре, созданная в 1985 году. Предоставляет услуги по перевозке грузов и выполняет чартерные рейсы.
Главный офис находится в Днепре. Компания имеет аэродромный комплекс, расположенный на территории Международного аэропорта «Днепр». Генеральным директором является Харченко Михаил Викторович.

## История
Авиатранспортная компания Южмашавиа основана 19 февраля 1993 как подраздел Южмаш. Свой опыт в пассажирских перевозках авиакомпания получила, доставляя делегации завода на космические пуски и обеспечивая рейсы в бизнес-классе для VIP-пассажиров. Впоследствии компания начала развивать грузовые авиаперевозки.
С февраля 1993 г. АТК «Южмашавиа» является структурным подразделением Государственного предприятия «Южный машиностроительный завод им. А. М. Макарова». Авиакомпания уполномочена перевозить товары военного и двойного назначения, опасные грузы благодаря богатому опыту доставки гуманитарных грузов в Европу, Азию, Азию, Африку и Южную Америку.
В 2017 году компания вернула в эксплуатацию восстановленное воздушное судно Ил-76Т.
В 2020 году Южмашавиа подписала меморандум с Flight Solution Sp.zo.o. относительно дальнейшего сотрудничества и общего инвестирование в области авиационных услуг.

## Сфера деятельности
авиакомпании постоянно развивается и кроме основного вида деятельности — компания предлагает целый спектр дополнительных услуг:
- авиаперевозки;
- продажа авиабилетов на все направления;
- бронирование отелей по всему миру;
- базирование и охрана воздушного судна;
- техническое обслуживание воздушного судна;
- использование различных видов автотранспорта и спецтехники;
- хранение грузов.

## Флот
По состоянию на ноябрь 2009 года флот авиакомпании насчитывал 5 самолетов:
- 2 Ил-76ТД
- 2 Як-40
- 1 Як-40К